# Mycena galericulata
Espèce
Synonymes
- Agaricus galericulatus Scop.[2]
- Agaricus radicatellus Peck[2]
- Agaricus rugosus Fr.[2]
- Collybia rugulosiceps Kauffman[2]
- Mycena berkeleyi Massee[2]
- Mycena galericulata var. albida (Pers.) Roussel[2]
- Mycena galericulata var. galericulata (Scop.) Gray[2]
- Mycena radicatella (Peck) Sacc.[2]
- Mycena rugosa (Fr.) Quél.[2]
- Mycena rugulosiceps (Kauffman) A.H. Sm.[2]

Mycena galericulata est une espèce de champignons de la famille des Mycenaceae et du genre Mycena.

## Description

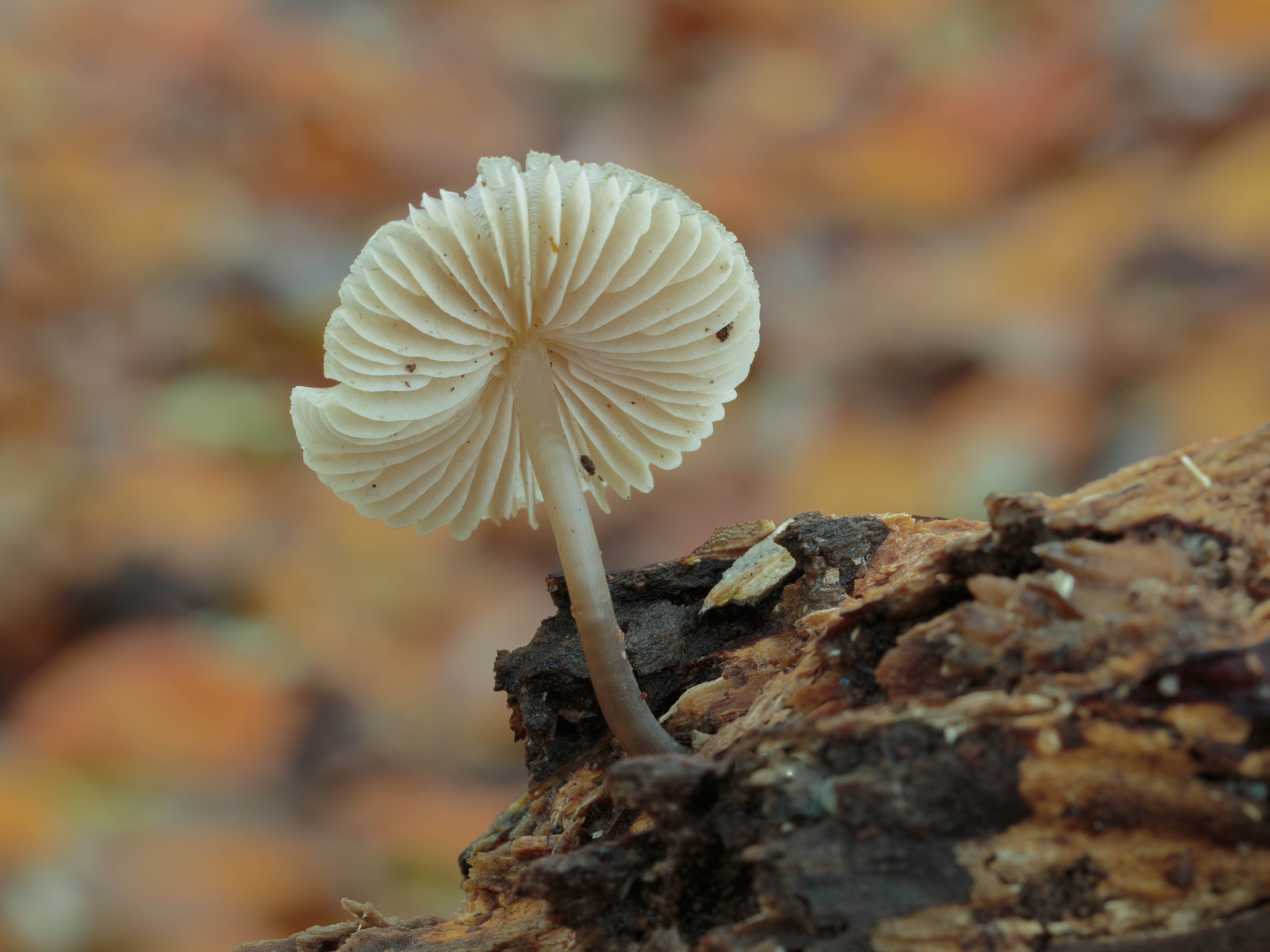
Mycena galericulata : son chapeau fait 24 mm de diamètre.

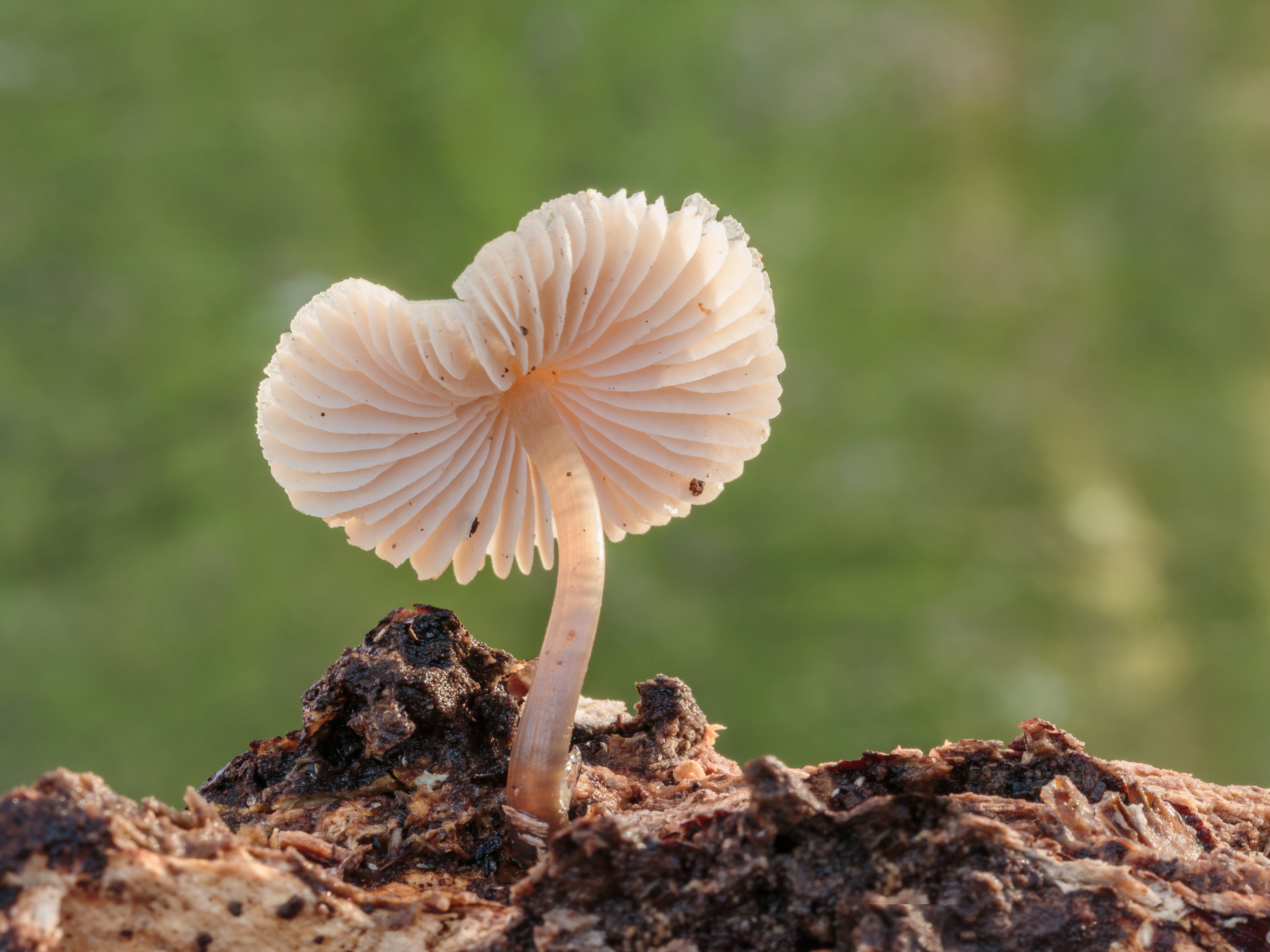
Sous un angle différent.